# Монголско нашествие в Киевска Рус
Монголското нашествие в Рус е серия от инвазии на Монголската империя в териториите на къснофеодалните Руски княжества през периода 1237 – 1240 г. в хода на Кипчакския поход (1236 – 1242) под предводителството на наследника на Чингис хан Бату хан и военачалника Субедей.

## Предистория
Първите опити за покоряване на Рус са документирани още при царуването на Чингис хан, който изпраща сина си Джучи отвъд Волга. Поради недостатъчна мащабност или непознаване на терена тези кампании са несполучливи и се оказват само с разузнавателна стойност, въпреки победата при Калка. При отстъплението си в степта монголците са победени от волжките българи при Жигулевските възвишения.

Наследниците на Великия хан продължават експанзията си и завладяват Волжка България след три нови нападения между 1224 и 1236. Следват земите на половците и аланите по долното течение на Волга. С осигурени флангове, монголците в широк фронт се насочват към устието на Дон, където покоряват буртасите, мокшите и мордвинците, които са включени във военната им система. Златаревското сражение през 1237 създава близо до днешен Воронеж плацдарм за следващи монголски кампании. Запазени са сведения от унгарския мисионер Юлиян, свидетел на застрашителното поведние на монголците, които той нарича „татари“:
| „ | Много хора вярват, а и князът на Суздал устно предаде чрез мен на краля на Унгария, че татарите ден и нощ се съветват как да дойдат и да вземат кралството на унгарските християни. Защото, те казват, е налице намерение да отидат и да завладеят и Рим и по-нататък ... Но сега, те са на границата на Русия, а ние сме близо и научих, че цялата войска, идваща към Запада, е разделена на четири части. Една част през река Итил (Волга) по границите на Русия до източната страна се приближава към Суздал. Другата част на юг са атакували границите на Рязан, останалите руски княжества. Третата част се спряла пред река Дон, близо до замъка Овруч, също руско княжество. Това ни казват самите руснаци, унгарци и българи, които бягат пред тях, защото като се зазими, реки и блата замръзват, а след това за цялото татарско множество ще бъде лесно да ограби цяла Рус, земята на руснаците. | “ |

## Бойни тактики
Първият монголски отряд, проникнал отвъд Волга достига 70 000 души, като до края на кампанията срещу руските княжества се счита, че броят на монголската армия достига 500 000 бойци. Бойната стратегия на степните монголци не включва ангажиране в решителни сражения – мобилни и опасни от разстояние, те активно търсят отрядите на противника преди да са се обединили и ги разбиват поотделно. В битка аванградът се състои от леки конни отряди на покорените народи, а резервът е тежка монголска конница. Този стил на водене на боя често затруднява противника, който е победен след обкръжаване. Това изисква синхрон в бойните действия, което се постига с непознато за европейските армии ръководене на бойните действия от един човек от безопасно разстояние – ханът или темникът стоят на възвишение и направляват отрядите с барабани или флагове. Унищожаването на живата сила на противника и продоволствието осигурява успеха на монголците в последващите обсади. Според Василий Татишчев след победите си монголците сполучливо убеждават пленниците да се присъединят и сражават на тяхна страна, което им дава сериозно предимство.
От своя страна руските княжества разполагат с тежковъоръжени войници със запазени северни бойни традиции. Точно това ги прави слабо адаптирани към широкомащабни бойни действия в степта. Феодалната раздробеност оказва негативно въздействие върху военната организация на княжествата – княжеските дружини и селища са отдалечени и без комуникация. Съществено предимство за нашествениците са честите междуособни войни на руските княжества.

## Бойни действия

### Рязан
През 1237 на пътя на монголците първо попада Рязанското княжество. След като призовава за помощ съседите си, но получава подкрепление само от Муром, княз Юрий Игоревич Рязанский и дружината му са обградени недалеч от река Воронеж от всички монголски отряди и са разбити. Князът се затваря в Рязан, където е обсаден, а закъснелите подкрепления от Владимир-Суздал и Новгород са победени от монголците при Коломна. След шестдневна ожесточена обсада на 21 декември 1237 пада и град Рязан. Монголците разоряват цялото Рязанско княжество. Завладян е Пронск, в монголски плен попада княз Олег Ингваревич Красний, изтрити от лицето на земята са градовете Воронеж Рязанский и Белгород Рязанский в съвременната Тулска област. Сринат от монголскте орди е и Дедославъл. Единствено насочването на монголската буря срещу Владимиро-Суздалското княжество усмирява разорението.

### Владимир
Монголците са посрещнати от дружината на Евпатий Коловрат, който им нанася няколко незначителни поражения. Ефектът от тях е загубен бързо на 20 януари 1238 с падането на Москва, защитавана пет дни от княжеския син Владимир Юревич и войводата Филип Нянка. Княз Юрий II се оттегля на север към река Сит, където очаква подкрепленията на братята си Ярослав Всеволодович и Светослав Юриевски. Оставени без защита бързо падат Суздал, Стародуб, Переславъл Залески, Юрев Полски, Твер, Городец, Кострома, Галич, Ростов Великий, Углич, Ярославъл, Кашин, Скнятино, Дмитров, Вологда и Волоколамск. Княжеската столица Владимир пада на 7 февруари 1238, което води до смъртта на почти цялото княжеско семейство. Оцелелите бегълци от поволжките градове се насочват към лагера на Юрий при Ситската река, но и там са достигнати от монголците. След обходна маневра и изненадващо бърз преход докато основните монголски сили обсаждат Торжок, отрядът на Бурундай-нойон се появява от северозапад пред княжеския лагер при Сит. На 4 март 1238 монголците атакуват неподготвените дружини, обкръжават ги и ги унищожават. В лагера при реката загиват князете Юрий, Василко Ростовски и Всеволод Ярославски. Монголците отстъпват в степта с плячката си, като по време на обратния си път мимоходом завладяват Козелск. Ярослав Всеволодович наследява княжеската титла във Владимир-Суздал, а Галицкото, Киевското и Черниговското княжества са обединени под властта на Михаил Черниговски.

### Чернигов
Според Лаврентиевската летопис 1239 е спокойна за руските княжества година, тъй като монголците са заети с действия срещу мордвините и ерзите. Под ударите на ордите падат Муром, Городец, Нижни Новгород и Гороховец. Това бързо се променя в края на годината, когато изненадващото нашествие на сто хиляди монголци извън военния сезон води до падането на Чернигов на 18 октомври 1239. Монголските конни отряди скоро преминават реките Десна и Сейм и покоряват последователно Гомел, Путивъл, Глухов, Рилск и Вир. Междувременно друг монголски тумен опустошава Крим. След оттеглянето на нашествениците Михаил Черниговски-Киевски търси военен съюз с унгарското кралство, но получава отказа на Бела IV. Само две години по-късно монголците нахлуват и в Унгария.

### Киев
Според Ипатиевската хроника през есента на 1240 монголските орди неудържимо нахлуват в Поросието, което по това време е населено от каракалпачките родове, васални на Киевското княжество. Пред тях вече стои мечатаният още от битката при Калка град Киев. На 5 септември 1240 градът е обсаден, като отбраната му се води от войводата Дмитър. На 5 декември 1240 монголците провеждат решителен щурм, пробиват отбраната, което води до отстъпление на защитниците в киевския кремъл. Защитата е сломена и последва масово клане и опожаряване на първата каменна църква в Русия – Десятинската.

## Историческо значение
В резултат от нашествието загива значителна част от населението на Русия. Основан е Сарай Бату, но Киев, Владимир, Суздал, Рязан, Твер, Чернигов и много други градове са разрушени. Оцеляват Великий Новгород, Псков, Смоленск, Полоцк, но развитата градска култура е значително уронена. За десетилетия е преустановено каменното сградостроене, занаяти като стъкларство и керамика. Това се дължи преди всичко на демографска криза, тъй като реално монголците не влизат във владение на руските градове и само събират данък. От друга страна, налице е религиозна толерантност и са внесени положителни практики като ямската пощенска система. Настъпва масово преселение от юг на север към Волга и Ока, южните търговски пътища се намират под монголски контрол, а в Дивите поля се заселва казачеството. Дългосрочно това води до възхода на Московското княжество. Руските болярски и дворянски фамилии Аксакови, Булгакови, Чаатаеви са от татаро-монголски произход. За първи път монголското владичество е оспорено през 1380 г. в Куликовската битка, но едва през 1480 г. със стоенето при Угра руската държавност бива възстановена.
Според нео-евразийската идеология на Лев Гумильов през указания период не става дума за монголско нашествие, а за защитен пакт между руските княжества и монголската орда срещу експанзията на теокрацията на Тевтонския орден (Орденстат).